# Maud (wherry)
Pour les articles homonymes, voir Maud.
Maud est un Norfolk wherry de 1899  construit dans le Comté de Norfolk. Il est l'un des deux seuls survivants de type wherry de commerce (en anglais : Trading wherry).
Depuis avril 2015, il appartient à la Wherry Maud Trust .
Il est classé bateau historique depuis 1996 par le National Historic Ships UK  et au registre du National Historic Fleet.

## Histoire
Maud a été construit par D.S. Hall de Reedham pour Walter Bunn, un marchand de Great Yarmouth. Il a d'abord transporté du fret et du bois en rapport avec les affaires de son propriétaire. En 1911, il a été vendu à Yare & Waveney Lighter Co Ltd de Norwich, puis en 1918 revendu à Hobrough de Norwich. Démâté, Maud a été utilisé comme une barge pour des opérations de dragage.

En 1940, repris par Gurney & Co Ltd, Maud a été réutilisé  comme chaland quand, après la Seconde Guerre mondiale, il a été équipé d'un moteur diesel Kelvin.
Au début des années 1950, Maud a été endommagé lors d'un accident pendant un chargement du charbon à la centrale électrique de Norwich. Après cela, il a été refait avec un nouveau pont. Au milieu des années 1960, Maud a été coulé comme brise-lames avec un autre wherry.
En 1976, Maud a été déplacé et coulé de nouveau. En 1981, il a été renfloué et donné à l'artisan Vincent Pargeter à condition de le remettre en état.
Il est emmené à Upton où il sera restauré sur une période de 18 ans, et remis à l'eau pour son centenaire. La restauration a été subventionnée par la région des Broads  par l'intermédiaire de l'association caritative Transport Trust (en). Depuis 2010, il renavigue pour la plaisance dans les Broads de Norfolk.